# Walter Stich
Walter Stich (* 13. April 1930 in Volmarstein, Ennepe-Ruhr-Kreis; † 1. Februar 2020 in Detmold) war ein deutscher Politiker (CDU) und Regierungspräsident des Regierungsbezirks Detmold.

## Leben
Stich wollte ursprünglich Volkswirt werden. 1950 begann Stich sein Jurastudium an der Universität Köln. Er wurde dort Mitglied der Burschenschaft „Germania“. Er legte nach sechs Semestern 1954 die erste und 1958 die zweite juristische Staatsprüfung ab.
Seine berufliche Karriere begann er als Leiter des Rechtsamtes bei der Amtsverwaltung Volmarstein. Am 1. September 1959 trat er in den Dienst der Bezirksregierung von Arnsberg. Nach 1970 wurde er dort Amtsleiter.
1963 wurde Stich zum Regierungsrat, 1964 zum Oberregierungsrat, 1966 zum Regierungsdirektor, 1970 zum leitenden Regierungsdirektor und 1971 zum Abteilungsdirektor befördert.
Am 9. Mai 1974 wurde er Kämmerer und Stadtdirektor von Bochum und dadurch auch Mitglied im Parlament des Landschaftsverbands Westfalen-Lippe. Vom 19. Januar 1979 bis zum 31. August 1995 war er Regierungspräsident des Regierungsbezirks Detmold.
Er lebte in Detmold und war dort von 1990 bis 2004 Vorsitzender des Lippischen Heimatbundes, dessen Ehrenmitglied er war.

## Ehrungen und Auszeichnungen
Stich war Ehrenbürger der Universität Bielefeld, für deren Entwicklung er von 1988 bis 2000 als Vorsitzender des Kuratoriums der Westfälisch-Lippischen Universitätsgesellschaft (seit 2019: Universitätsgesellschaft Bielefeld) maßgebliche Arbeit leistete.
Für sein ehrenamtliches Engagement wurde Stich mit dem Verdienstorden der Bundesrepublik Deutschland (Verdienstkreuz 1. Klasse 1981, Großes Verdienstkreuz 1995) und 2019 mit dem Verdienstorden des Landes Nordrhein-Westfalen ausgezeichnet.